# 6130 Hutton
A 6130 Hutton (ideiglenes jelöléssel 1989 SL5) egy marsközeli kisbolygó. Robert H. McNaught fedezte fel 1989. szeptember 24-én.